# Fichelscher
Fichelscher ist der Familienname folgender Personen:
- Toby Fichelscher (1927–1992), deutscher Jazz- und Bluesmusiker
- Walter F. Fichelscher (1896–1985), deutscher Drehbuchautor, Regisseur und Dramaturg

Siehe auch:
- Fickelscher